# FDP Hessen
Die FDP Hessen ist der Landesverband der FDP im Bundesland Hessen. Sie erreichte 1950 mit 31,8 % der Stimmen das beste Ergebnis, das die Liberalen jemals bei einer Landtagswahl erzielt haben.

## Geschichte

### Vorgeschichte: Liberale Parteien in Hessen
Die Liberalen waren die ersten, die sich in den 1860er Jahren als Partei formierten. In der Fortschrittspartei organisiert, gelang es ihnen unter August Metz 1862 eine überwältigende Mehrheit in der Zweiten Kammer der Landstände des Großherzogtums Hessen zu erreichen. Die Spaltung der Liberalen in mehrere Parteien hatte jedoch auch in Hessen bereits eingesetzt. Die Nationalliberale Partei, die 1862 noch eine Minderheit darstellte, dominierte den Landtag von 1872 bis zum Ende des Kaiserreiches, wenn auch mit kontinuierlich sinkenden Abgeordnetenzahlen.
In der Weimarer Republik setzte sich diese Teilung fort. Im Landtag des Volksstaates Hessen waren mit der DDP und der DVP zwei liberale Parteien vertreten. Ihr Stimmenanteil sank jedoch von zusammen 30 % im Jahr 1919 auf 18 % 1927. In den 1930er Jahren fielen die Liberalen auf das Niveau von Splittergruppen zurück, bis mit der Machtergreifung der Nationalsozialisten eine liberale politische Arbeit in Deutschland unmöglich wurde.

### Gründung
Am 19. September 1945 wurde mit der Proklamation 2 von General Dwight D. Eisenhower das Land Groß-Hessen gebildet. Mit Bescheid der Militärregierung vom 23. November 1945 wurde der Partei eine Arbeit auf Landesebene gestattet. Vorangegangen war die Erlaubnis der Besatzungsbehörden vom 27. August 1945 zur Bildung von Parteien auf Kreisebene. In der Folge bildete sich flächendeckend ein Netz von Orts- und Kreisvereinen. So wurde z. B. der Frankfurter Kreisverband Anfang September 1945 als „Liberal Demokratische Partei“ gegründet und bestimmte Georg Ludwig Fertsch zu seinem Vorsitzenden. Am 28. September 1945 erfolgte die Zulassung der Militärregierung.
Am 29. Dezember 1945 in Frankfurt am Main erfolgte die Gründungsversammlung des Landesverbandes. Vertreter der liberalen Kreisverbände wählten auf dieser Versammlung Georg Ludwig Fertsch zum ersten Landesvorsitzender der hessischen LDP. Am 11. Januar 1946 wurde die FDP in Hessen unter dem Namen LDP „Liberaldemokratische Partei – Landesverband-Großhessen“ von den amerikanischen Militärbehörden zugelassen.
Aus dem Niedergang der liberalen Parteien in der Weimarer Republik hatte man den Schluss gezogen, dass alle liberalen Kräfte sich in einer Partei sammeln sollten. Ein hoher Teil der Liberalen entschied sich jedoch gegen die LDP und für die CDU, die sich als überkonfessionelle Sammlungspartei auch in liberaler Tradition sah.
Im am 19. Februar 1946 ernannten Beratenden Landesausschuss stellte jede der vier zugelassenen Parteien SPD, CDU, KPD und LDP je zwölf Mitglieder. Dies entsprach aber nicht den Mehrheitsverhältnissen in der Bevölkerung, wie sich in den folgenden Wahlen zeigte.
Bei den Kommunalwahlen Anfang 1946 gelang es der LDP zwar in einzelnen Orten herausragende Ergebnisse zu erzielen. So erreichte die LDP unter Karl Theodor Bleek in Marburg über 40 % der Stimmen. In der Fläche war jedoch die Zahl der Kandidaten und Ortsverbände zu gering, um einen Wahlsieg zu erreichen. Bei der Wahl zur Verfassungberatenden Landesversammlung erhielten die Liberalen 6 von 90 Mandaten und konnten nur begrenzt Einfluss nehmen.
Hinzu kamen innerparteiliche Machtkämpfe. Am 1. Juni 1946 bestimmte der Landesparteitag, Georg Ludwig Fertsch zwar als Parteivorsitzenden zu bestätigen, aber August-Martin Euler zu beauftragen, den Landesverband nach außen zu vertreten. So entmachtet, trat Georg Ludwig Fertsch am 21. Juni 1946 zurück und Euler wurde sein Nachfolger.
Bei der Landtagswahl in Hessen 1946 verdoppelte die LDP ihren Stimmenanteil fast von 7,9 % auf 15,7 % und wurde drittstärkste Kraft im Landtag.
Im Dezember 1948 schloss sich die LDP Hessens mit den 12 anderen liberalen Landesverbänden der drei westlichen Besatzungszonen zur FDP zusammen. Unter Euler positionierten sich die hessischen Liberalen als Opposition und besetzten nationale und antisozialistische Positionen gegen die Politik der Landesregierung. Da zugleich die CDU eine vergleichsweise linke, mit den Zielen der SPD vereinbare Politik betrieb, gelang es der hessischen FDP, große Teile der Wähler zu binden, die in anderen Ländern die CDU unterstützen. Die FDP bildete eine rechte Sammlungsbewegung und konnte auch große Teile der Landwirte und des gewerblichen Mittelstandes einbinden. Zudem galt die CDU in Hessen zu dieser Zeit weitgehend als „katholische“ Partei und konnte trotz ihres interkonfessionellen Anspruchs nur wenige protestantische Wähler des konservativen und nationalen Spektrums erreichen.

### Der Triumph 1950 und die Oppositionszeit
Bei der Bundestagswahl 1949 profitierte die FDP von dieser Politik. Bundesweit erhielt sie 11,9 % der Stimmen, in Hessen 28,1 %. Ein noch größerer Erfolg wurde bei der Landtagswahl in Hessen 1950 erzielt: 31,8 % der Wähler entschieden sich für die Liste der FDP, was ihr bis heute bestes Ergebnis bei einer Landtagswahl darstellt. Allerdings war vor allem eine politische Entscheidung für dieses Resultat verantwortlich: Die FDP trat gemeinsam mit dem Bund der Heimatvertriebenen und Entrechteten (BHE) auf einer Liste unter dem Namen FDP an. Hessen hatte nach dem Zweiten Weltkrieg überproportional viele Vertriebene aufgenommen. Ein großer Teil dieser Vertriebenen wählte die gemeinsame, unter „FDP“ firmierende Liste. Im Landtag trennten sich die Parteien wieder. Es wurde eine Fraktion der FDP mit 13 Mitgliedern und eine des BHE mit 8 Mitgliedern gebildet.
Bei der Landtagswahl in Hessen 1954 traten FDP und GB/BHE getrennt an. Die FDP erreichte 20,5 %, der GB/BHE 7,7 %. Die FDP konnte dennoch mit 21 Abgeordneten die Fraktion vergrößern. Die SPD bildete mit dem GB/BHE eine Koalition und die FDP blieb in der Opposition.
1956 kam es zur Spaltung der FDP. Max Becker wurde zum hessischen FDP-Vorsitzenden gewählt. August-Martin Euler trat aus und gründete die rechtsorientierte Freie Volkspartei (FVP). Mit ihm verließen eine Reihe von Mitgliedern die Partei. Die Kommunalwahlen 1956 führten zu schweren Verlusten, die sich bei der Landtagswahl in Hessen 1958 fortsetzten: Nur noch 9,5 % der Wähler entscheiden sich für die Liberalen. Mit Oswald Adolph Kohut wurde 1958 ein Vertreter des linken Flügels als Parteivorsitzender gewählt. Die Kommunalwahlen von 1960 und die Bundestagswahl 1961 zeigten eine Stabilisierung der FDP. Bei der Bundestagswahl erreichte die hessische FDP 15,2 % der Stimmen (12,8 % im Bundesdurchschnitt). Nach der Bundestagswahl trat Kohut aus Protest dagegen, dass die Koalition aus FDP und CDU auf Bundesebene mit Konrad Adenauer als Bundeskanzler fortgesetzt wurde, zurück. Wolfgang Mischnick und Heinrich Kohl übernahmen kommissarisch die Leitung des Landesverbandes, bis der Landrat Heinrich Kohl vom Landesparteitag 1962 zum Vorsitzenden gewählt wurde. Bei den Landtagswahlen 1962 (11,4 %) und 1966 (10,4 %) veränderten sich die Stimmenanteile der FDP kaum. Die FDP blieb Opposition im „Roten Hessen“ in der Ära Zinn.

### Sozialliberale Jahre

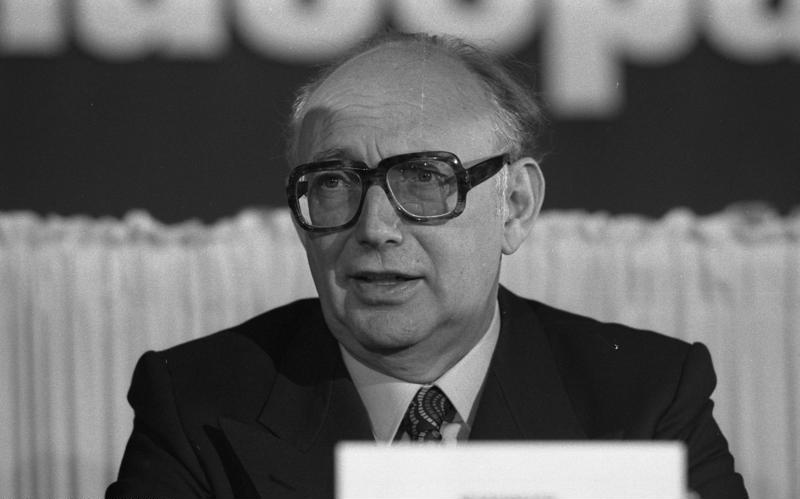
Wolfgang Mischnick (1976)

1967 übernahm Wolfgang Mischnick die Führung des Landesverbandes. In der Folge orientierte sich die FDP zunehmend auf die SPD. Nach der Bundestagswahl 1969 kam es zur Sozialliberalen Koalition auf Bundesebene. Die hessische FDP betrieb diesen Politikwechsel aktiv und wurde dafür bei der Bundestagswahl mit spürbaren Stimmenverlusten bestraft. 6,7 % der Hessen wählten bei der Bundestagswahl FDP. Dies waren zwar immer noch mehr als die 5,8 % bundesweit, aber weit von früheren Ergebnissen entfernt.
Im Juli 1970 entschied sich der Landeshauptausschuss der hessischen FDP mit nur einer Gegenstimme für eine Koalitionsaussage zugunsten der SPD auch bei der Landtagswahl in Hessen 1970. Bei der Wahl erreichte die FDP 10,1 %. Es war der FDP aber nicht gelungen, die bisherigen Wähler zurückzugewinnen. Wie an den Verlusten der SPD deutlich wurde, gewann die FDP vor allem Stimmen ehemaliger SPD-Wähler.
Die sozialliberale Koalition setzte im Land neue Schwerpunkte: Die Schulpolitik polarisierte mit dem Plan, Gesamtschulen als Einheitsschulen einzuführen, und den neuen Rahmenrichtlinien für den Unterricht. Vor allem aber bewegte die Gebietsreform in Hessen die Bürger. Die FDP konnte von der neuen Politik in den Wahlen nicht profitieren. 1974 erreichte die FDP noch 7,4 %, 1978 nur noch 6,6 % der Stimmen. Zu einem Fiasko für Rot-Gelb wurden die Kommunalwahlen in Hessen 1977, bei denen die CDU hohe Gewinne erzielte. Ekkehard Gries löste Wolfgang Mischnick 1977 als Landesvorsitzender ab.
In der Folge drangen die Freien Demokraten auf Korrekturen der Landespolitik insbesondere in der Bildungspolitik. Gleichzeitig rückte die SPD in wichtigen Fragen weiter nach links. So war die SPD in der Frage des Baus der Startbahn West und der Atompolitik tief gespalten. Am 11. Mai 1981 wurde Heinz Herbert Karry ermordet. Sein Nachfolger wurde Klaus-Jürgen Hoffie, der sich für einen Koalitionswechsel aussprach. Auf einem Parteitag am 17. Juni 1982 in Darmstadt fand sich eine Mehrheit für eine Koalitionsaussage zugunsten der CDU bei der Landtagswahl in Hessen 1982, während die Bundes-FDP noch am 18.6. sich für die Fortführung der sozialliberalen Koalition in Bonn aussprach. Neun Tage vor der Hessenwahl traten allerdings die FDP-Bundesminister zurück, um für eine CDU/FDP-Koalition Platz zu schaffen. Die SPD, die in den Meinungsumfragen bis dahin hinten gelegen hatte, plakatierte „Verrat in Bonn“ und die FDP scheiterte mit 3,1 % an der Fünf-Prozent-Hürde.

### Rot-Grün und Schwarz-Gelb

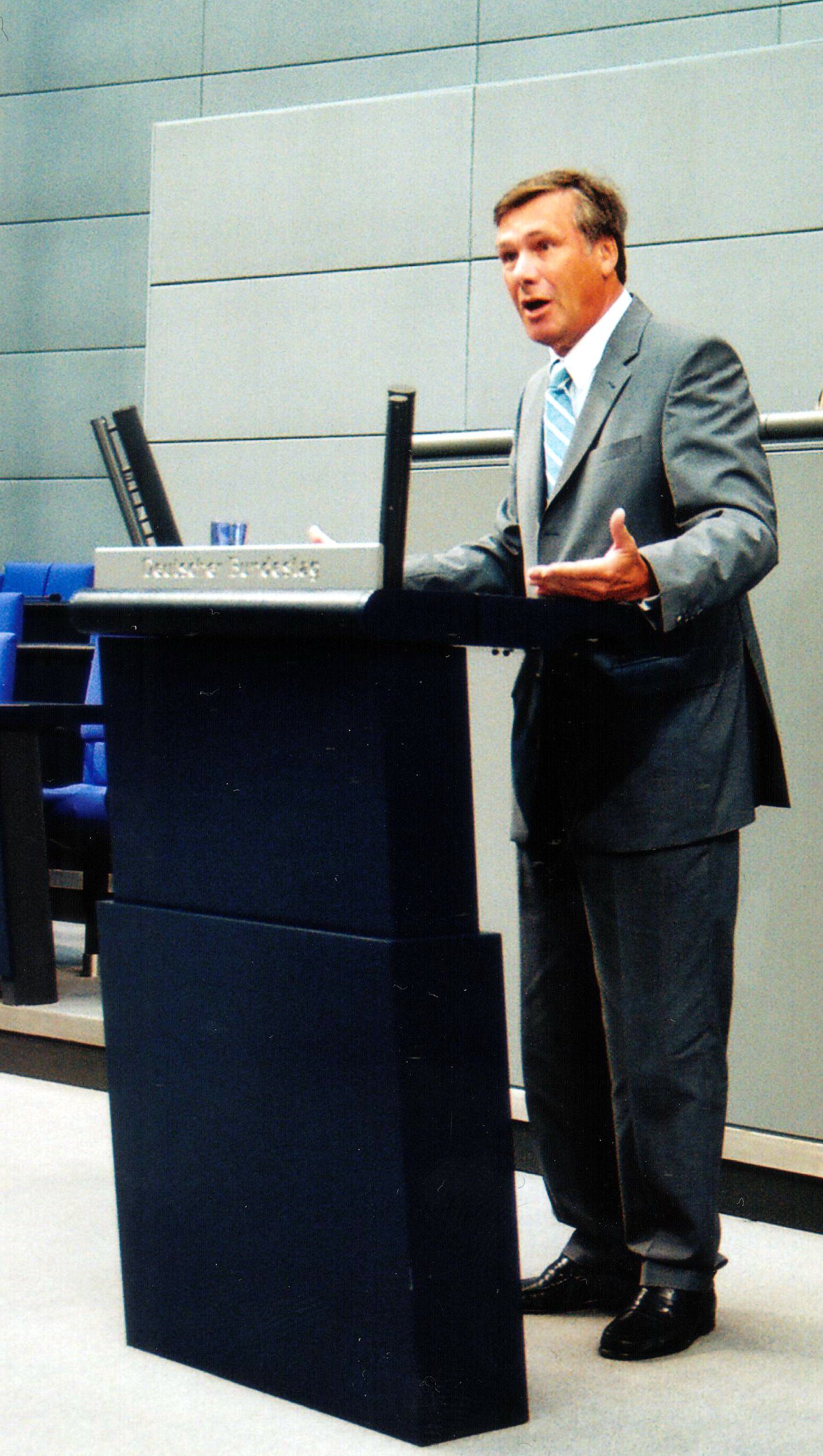
Wolfgang Gerhardt während einer Rede im Deutschen Bundestag

Von 1982 bis 2013 hat die FDP vor Landtagswahlen jeweils eine Koalitionsaussage zugunsten der CDU getroffen. Doch zunächst bestanden die „hessischen Verhältnisse“, in denen weder SPD noch CDU eine Mehrheit im Landtag hatten. Auch nach der vorgezogenen Landtagswahl in Hessen 1983 hatten sich diese Verhältnisse nicht aufgelöst. Zwar war die FDP nach der Wahl mit 7,9 % der Stimmen wieder im Landtag. Jedoch waren diese Gewinne zu Lasten der CDU gegangen, so dass sich keine bürgerliche Mehrheit ergab. Der Slogan der FDP „Weil mer se brauche – In Hessen FDP“ spielte auf die rechnerische Unmöglichkeit der CDU, allein zu regieren, an. Die Absage an eine Zusammenarbeit mit der SPD bewog manche Linksliberale zu Übertritten in die SPD und hatte auch in Form der Liberale Demokraten eine Abspaltung von der FDP zur Folge. Diese Partei spielte jedoch bei der Landtagswahl 1983 keine Rolle.
Obwohl 1983 rechnerisch eine erneute sozialliberale Koalition möglich gewesen wäre, war die FDP hierzu nicht bereit. Dies hätte sowohl der Positionierung im Bund widersprochen als auch den Ruf als „Umfallerpartei“ Vorschub geleistet. Entgegen allen Versprechen vor der Wahl kam es zu einer rot-grünen Zusammenarbeit und später einer rot-grünen Koalition in Hessen.
Die Landtagswahl in Hessen 1987 ergab dann eine (wenn auch knappe) Mehrheit für Schwarz-Gelb. Wolfgang Gerhardt, seit 1982 Vorsitzender der FDP Hessen wurde stellvertretender Ministerpräsident einer Regierung unter Walter Wallmann. Erstmals seit Gründung des Landes war eine Regierung ohne die SPD gebildet worden. Mit dem Wahlslogan der FDP bei dieser Wahl „Für die Freiheit des einzelnen“ betonte die FDP eine Orientierung an den Zielen einer sozialen Marktwirtschaft, geringen Eingriffsmöglichkeiten des Staates, Bürgerrechten und einer leistungsstarken in der Bildungs- und Wissenschaftspolitik.
So knapp FDP und CDU die Wahl 1987 gewonnen hatten, so knapp verloren sie die Landtagswahl 1991. Zwar attestierten die Wahlforscher ein hohes Maß an Zufriedenheit mit der Landespolitik. Die FDP blieb mit 7,4 % stabil. Auch die Landtagswahl in Hessen 1995 führte die FDP trotz leichter Gewinne und 7,9 % der Stimmen nicht in die Regierung. Ruth Wagner übernahm 1995 den Landesvorsitz.
Erst bei der Landtagswahl in Hessen 1999 gelang der Sprung in die Regierung unter Ministerpräsident Roland Koch. Allerdings musste die FDP mit 5,1 % das zweitschlechteste Ergebnis ihrer Geschichte hinnehmen. Hintergrund war die Polarisierung, die sich aus dem Thema Doppelte Staatsangehörigkeit ergab. Die unerwartet hohen Gewinne für die Union führten am Ende jedoch zu einer schwarz-gelben Regierungsmehrheit.
Die Umfrageergebnisse bestätigten die Popularität der Regierung in dieser Wahlperiode und auch diejenige der FDP-Minister Ruth Wagner und Dieter Posch. Bei der Landtagswahl in Hessen 2003 wurde aber gerade diese Zustimmung der Bevölkerung der FDP zum Verhängnis. Mit 7,9 % hatte die FDP die Schlappe der letzten Wahl wettgemacht. Aber noch größer waren die Gewinne der CDU, die eine absolute Mehrheit erringen konnte. Das Angebot von Roland Koch, die Koalition dennoch fortzusetzen, wurde von der FDP abgelehnt. Jedoch blieben auf der Ebene der Staatssekretäre und Regierungspräsidenten FDP-Vertreter im Amt.  In ihrer Oppositionszeit verstand sich die FDP als „Wächter der Mitte“.

Wahlslogan 2009

Unter dem neuen Vorsitzenden Jörg-Uwe Hahn, der den Landesverband seit 2006 führte, erreichte die FDP bei der Landtagswahl in Hessen 2008 9,4 % der Stimmen. Aufgrund der massiven Verluste der CDU reichte es erneut nicht zu einer gemeinsamen Mehrheit und das Kabinett Koch II blieb geschäftsführend im Amt. Vor der Wahl war intensiv über mögliche Koalitionen diskutiert worden. Hintergrund war das mögliche Einziehen der Partei Die Linke in den Landtag. Die FDP hatte vor der Wahl eine klare Koalitionsaussage zu Gunsten der CDU getroffen und eine Ampel-Koalition kategorisch abgelehnt. Nach der Wahl und dem Einzug der Linken in den Landtag stand die FDP zu ihrem Wort und blieb in der Opposition. Nachdem der Versuch von Andrea Ypsilanti, entgegen ihrem Wahlversprechen, eine von der Linken tolerierte rot-grüne Minderheitsregierung zu bilden, gescheitert war, kam es zu vorgezogenen Landtagswahlen am 18. Januar 2009. Die FDP warb für sich mit dem Slogan „Unser Wort gilt“ und einer erneuten Koalitionsaussage für die CDU und erreichte mit 16,2 % das beste Ergebnis seit 1954. In der Folge wurde eine schwarz-gelbe Koalition gebildet, in der die FDP drei Minister stellt.
Bei der Landtagswahl am 22. September 2013 erlitt die FDP jedoch dramatisch hohe Verluste in Höhe von 11,2 Prozentpunkten und zog mit 5,0 Prozent der abgegebenen Stimmen nur knapp in den Landtag ein. Infolgedessen reichte es nicht zu einer Weiterführung der schwarz-gelben Koalition.
Bei der Landtagswahl am 28. Oktober 2018 konnte die FDP ihr Ergebnis von 2013 verbessern und mit 7,5 % erneut in den Landtag einziehen.
Bei den Kommunalwahlen in Hessen 2021 konnten die Freien Demokraten ihr landesweites Ergebnis leicht verbessern und erzielten sogar eine Regierungsbeteiligung in der größten hessischen Kommune Frankfurt am Main. Dort stellen sie zukünftig in einer um Volt erweiterten Ampelkoalition die Dezernenten für Sicherheit (Annette Rinn) sowie für Wirtschaft und Recht (Stephanie Wüst).
Bei der Landtagswahl am 8. Oktober 2023 zog die FDP mit 5,0 % knapp erneut in den Landtag ein.

## Programm
Das aktuelle Programm der FDP Hessen ist das am 4. Juni 2023 in Wetzlar beschlossene Programm zur Landtagswahl 2023 „Feuer und Flamm für Hessen!“.

## Struktur

### Organisation
Die FDP Hessen gliedert sich in 5 Bezirksverbände und 23 Kreisverbände:
- Bezirksverband Südhessen-Starkenburg
- Bezirksverband Rhein-Main
- Bezirksverband Mittelhessen
- Bezirksverband Nord-Ost-Hessen
- Bezirksverband Westhessen-Nassau

Die FDP Hessen verfügt mit der nach Karl-Hermann Flach benannten Karl-Hermann-Flach-Stiftung über eine eigene parteinahe Stiftung analog der Friedrich-Naumann-Stiftung für die Freiheit des Bundesverbandes.
Die politischen Fachthemen werden in Landesfachausschüssen vorbereitet:
- Forschungs-, Technologie- und Energiepolitik
- Innen- und Rechtspolitik
- Internationale Politik
- Landwirtschaft und Verbraucherschutz
- Medienpolitik
- Schule und Weiterbildung
- Sozial-, Gesundheits- und Seniorenpolitik
- Sport
- Umwelt
- Verkehrspolitik
- Wirtschafts-, Steuer- und Finanzpolitik
- Wissenschaft, Kunst und Kultur
- Religionsgemeinschaften
- Ländlicher Raum
- Integration

### Entwicklung der Mitgliederzahlen
Nach dem Zweiten Weltkrieg stieg die Mitgliederzahl kontinuierlich an, um Ende der 1940er Jahre fast 6.000 zu erreichen. Für die Folgejahre fehlen Daten, jedoch lag die Mitgliederzahl 1969 auf dem gleichen Niveau. Die Sozialliberale Koalition in Bonn und später auch in Hessen führte (wie auch bei den anderen Parteien) zu einem starken Anstieg der Mitgliederzahlen. Der starke Mitgliederzuwachs endete 1977. Mit dem Koalitionswechsel 1982 büßte die FDP binnen kurzer Zeit 20 % der Mitglieder ein. Aber auch in den Folgejahren sank die Zahl der Mitglieder weiter, um zur Jahrtausendwende den Tiefststand zu erreichen. Seitdem steigt die Mitgliederzahl wieder moderat an. Der Frauenanteil der Mitgliederschaft liegt bei ca. 25 %.
| Jahr | Mitglieder |
| 1949 | ca. 5.800  |
| 1969 | ca. 5.800  |
| 1977 | ca. 9.900  |
| 1982 | ca. 10.000 |
| 1985 | ca. 8.000  |
| 1990 | 7.700      |
| 2000 | 5.938      |
| 2006 | 6.524      |
| 2012 | 5.994      |
| 2017 | 6.186      |
| 2021 | 7.100      |
| 2024 | 6.715      |

### Parteivorsitzende
| Jahre     | Vorsitzender                               | Foto               |
| 1946–1947 | Georg Ludwig Fertsch                       |                    |
| 1947–1956 | August-Martin Euler                        |                    |
| 1956–1958 | Max Becker                                 |                    |
| 1958–1961 | Oswald Adolph Kohut                        |                    |
| 1962      | Wolfgang Mischnick und Heinrich Kohl komm. | Wolfgang Mischnick |
| 1962–1967 | Heinrich Kohl                              |                    |
| 1967–1977 | Wolfgang Mischnick                         | Wolfgang Mischnick |
| 1977–1982 | Ekkehard Gries                             | Ekkehard Gries     |
| 1982–1995 | Wolfgang Gerhardt                          | Wolfgang Gerhardt  |
| 1995–2006 | Ruth Wagner                                |                    |
| 2006–2014 | Jörg-Uwe Hahn                              | Jörg-Uwe Hahn      |
| 2014–2021 | Stefan Ruppert                             |                    |
| 2021–2025 | Bettina Stark-Watzinger                    |                    |
| Seit 2025 | Thorsten Lieb                              |                    |

Ehrenvorsitzende:
- Ruth Wagner, 2009
- Stefan Ruppert, 2023
- Jörg-Uwe Hahn, 2024

## Landtagsfraktion
Die FDP-Fraktion im Hessischen Landtag besteht seit der Landtagswahl in Hessen 2023 aus acht Abgeordneten. Die Fraktion wird von den Fraktionsvorsitzenden Wiebke Knell und Stefan Naas in einer Doppelspitze geführt. Parlamentarischer Geschäftsführer ist Oliver Stirböck.

### Fraktionsvorsitzende
| Jahre     | Vorsitzender                 |
| 1946–1951 | Karl Theodor Bleek           |
| 1951–1954 | Ernst Landgrebe              |
| 1954–1955 | August-Martin Euler          |
| 1955–1957 | Oswald Kohut                 |
| 1957–1960 | Wolfram Dörinkel             |
| 1960–1963 | Erich Mix                    |
| 1963–1965 | Heinrich Kohl                |
| 1965–1968 | Heinrich Rodemer             |
| 1968–1970 | Heinz Herbert Karry          |
| 1970–1977 | Hermann Stein                |
| 1977–1982 | Otto Wilke                   |
| 1982–1983 | nicht im Landtag vertreten   |
| 1983–1987 | Wolfgang Gerhardt            |
| 1987–1991 | Otto Wilke                   |
| 1991–1994 | Wolfgang Gerhardt            |
| 1994–1999 | Ruth Wagner                  |
| 1999–2009 | Jörg-Uwe Hahn                |
| 2009–2012 | Florian Rentsch              |
| 2012–2014 | Wolfgang Greilich            |
| 2014–2017 | Florian Rentsch              |
| 2017–2024 | René Rock                    |
| seit 2024 | Wiebke Knell und Stefan Naas |

## Ergebnisse der Landtagswahlen ab 1946
| Landtagswahlergebnisse | Landtagswahlergebnisse | Landtagswahlergebnisse | Landtagswahlergebnisse |
| Jahr                   | Stimmen                | Sitze                  |                        |
| ---------------------- | ---------------------- | ---------------------- | ---------------------- |
| 1946                   | 15,7 %                 | 14                     |                        |
| 1950                   | 31,8 %                 | 21                     |                        |
| 1954                   | 20,5 %                 | 21                     |                        |
| 1958                   | 9,5 %                  | 9                      |                        |
| 1962                   | 11,4 %                 | 11                     |                        |
| 1966                   | 10,4 %                 | 10                     |                        |
| 1970                   | 10,1 %                 | 11                     |                        |
| 1974                   | 7,4 %                  | 8                      |                        |
| 1978                   | 6,6 %                  | 7                      |                        |
| 1982                   | 3,1 %                  | 0                      |                        |
| 1983                   | 7,6 %                  | 8                      |                        |
| 1987                   | 7,8 %                  | 9                      |                        |
| 1991                   | 7,4 %                  | 8                      |                        |
| 1995                   | 7,4 %                  | 8                      |                        |
| 1999                   | 5,1 %                  | 6                      |                        |
| 2003                   | 7,9 %                  | 9                      |                        |
| 2008                   | 9,4 %                  | 11                     |                        |
| 2009                   | 16,2 %                 | 20                     |                        |
| 2013                   | 5,0 %                  | 6                      |                        |
| 2018                   | 7,5 %                  | 11                     |                        |
| 2023                   | 5,0 %                  | 8                      |                        |